# Лапиц
Лапиц (нем. Lapitz) — коммуна в Германии, в земле Мекленбург-Передняя Померания.
Входит в состав района Мюриц. Подчиняется управлению Пенцлинер Ланд.  Население составляет 175 человек (на 31 декабря 2010 года). Занимает площадь 6,41 км². Официальный код  —  13 0 56 035.